# Семьянова, Дарья Витальевна
Дарья Витальевна Семьянова (13 августа 2002, Махачкала, Дагестан, Россия) — российская спортсменка, чемпионка Европы 2021 года, бронзовый призёр Европейских игр 2019 года. Член сборной команды страны.

## Биография
Родилась в Махачкале. Живёт и тренируется в Липецке. В июне 2019 года на Европейских играх в Минске вместе с Алексеем Алиповым завоевала бронзовую медаль в смешанном трапе. В июне 2021 года в хорватском Осиеке стала чемпионкой Европы в дисциплине трап. В июле 2021 года вошла в состав сборной России для участия в Олимпийских играх в Токио.

## Достижения
- Европейские игры 2019 (трап, микст) —
- Чемпионат Европы по стрельбе 2021 (трап) —